# Евангелос Ралис
Евангелос Ралис (грч. Ευάγγελος Ραλλις) је грчки тенисер који је учествовао на првим Олимпијским играма 1896. у Атини.
Ралис је у првом колу такмичења у појединачној конкуренцији поразио свог колегу Деметриоса Петрококиноса. У другом колу, изгубио је од будућег победника турнира Џона Паус Боланда из Уједињеног Краљевства.
На такмичењу у игри парова Ралис је у пару са Константиносом Паспатисом, био поражен од грчко-египатског мешовитог пара Петрококинос и Касдаглис. Ралис и Паспатис су у коначном пласману освојили четврто место од пет парова.